# Joachim Król

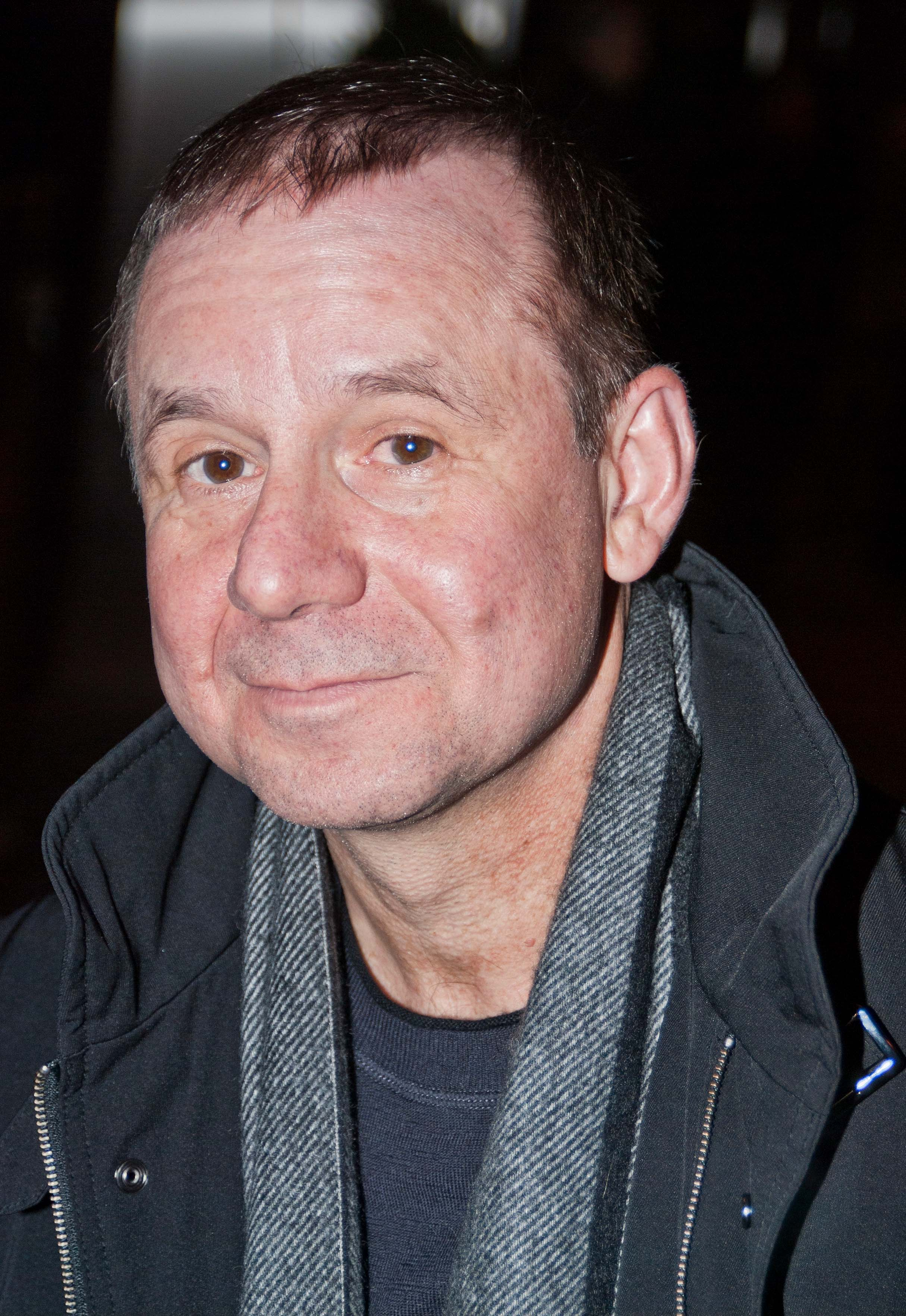
Joachim Król 2009 auf der Berlinale

Joachim Günther Król [kro:l] (anhörenⓘ) (* 17. Juni 1957 in Herne) ist ein deutscher Schauspieler. Einem breiten Publikum wurde er 1993 durch Detlev Bucks Wir können auch anders … als westdeutscher Analphabet Rudi Kipp bekannt. Seinen endgültigen Durchbruch hatte er 1994 in der Rolle des homosexuellen Norbert Brommer in Sönke Wortmanns Filmkomödie Der bewegte Mann. Seit 1984 stand er in über 90 Film- und Fernsehproduktionen vor der Kamera.

## Leben

### Familie und Privates
Joachim Król wurde als Sohn des Bergmanns Heinz-Günter Król und dessen Frau Maria, geb. Hauer, im westfälischen Herne geboren und wuchs mit einem älteren Bruder und einer jüngeren Schwester im Herner Bergarbeiterstadtteil Horsthausen (Elpeshof) auf. Die Familie seines Vaters stammt ursprünglich aus Schlesien, lebte aber bereits in zweiter Generation in Herne; seine Mutter stammt aus Wanne-Eickel. Króls Vater, der im Alter von 59 Jahren starb, war Kohlenhauer auf der Zeche Friedrich der Große, Sozialdemokrat und Funktionär in der Industriegewerkschaft Bergbau und Energie.
Król ist Fußballfan und Mitglied im Kuratorium der gemeinnützigen DFL Stiftung. In seiner Kindheit und Jugend begleitete er seinen Vater regelmäßig zu Spielen des Vereins Westfalia Herne, bei dem auch der Regisseur Sönke Wortmann spielte. Król ist bekennender Fan von Borussia Dortmund. Er ist verheiratet. Aus der Ehe entstammt der Künstler Tom Król (* 1991).

### Ausbildung und Theater

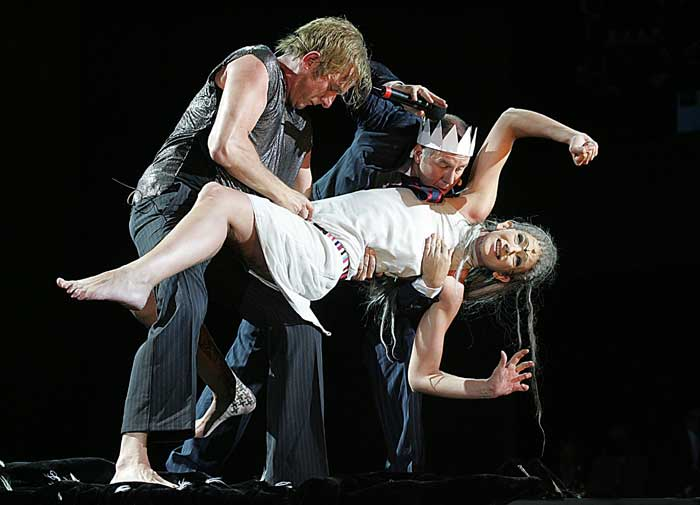
Joachim Król mit Martin Lindow und Wiebke Puls auf den Nibelungenfestspielen 2004

Mit sechzehn Jahren sah Król am Westfälischen Landestheater mit Heinrich von Kleists Prinz Friedrich von Homburg oder die Schlacht bei Fehrbellin erstmals eine Theateraufführung, die ihn stark beeindruckte und die Schauspielerei zu seinem Berufswunsch machte. Nach dem Abitur am Otto-Hahn-Gymnasium in Herne 1977 und dem Zivildienst studierte Król Germanistik und Theaterwissenschaften an der Universität zu Köln. 1981 eröffnete er, mittlerweile in der Anti-AKW-Bewegung aktiv, mit sechs Mitstreitern in Dortmund die Politkneipe Vor Ort, die auch eine kleine Bühne für Kabarett und Jazz bot. Von 1981 bis 1984 studierte er Schauspiel an der Otto-Falckenberg-Schule in München. Król gastierte wiederholt am Schlosstheater Moers, Bochumer Schauspielhaus und am Schauspielhaus Köln. Bei den Nibelungenfestspielen Worms spielte er 2004 unter der Regie von Karin Beier und unter der Intendanz von Dieter Wedel die Rolle des Gunther an der Seite von Martin Lindow und Wiebke Puls.

### Film und Fernsehen
1984 gab Król noch als Schauspielschüler in Josef Rusnaks Sterbehilfe-Thriller Kaltes Fieber sein Kinodebüt. Einem breiten Kinopublikum wurde er 1993 durch Detlev Bucks Wir können auch anders … als westdeutscher Analphabet Rudi Kipp bekannt. Er erhielt für seine Rolle den Deutschen Filmpreis als Bester Darsteller und den Bambi. Der endgültige Durchbruch als Film- und Fernsehschauspieler gelang ihm 1994 durch Sönke Wortmanns Filmkomödie Der bewegte Mann, wo er an der Seite von Til Schweiger und Rufus Beck den homosexuellen Norbert Brommer verkörperte. 1995 brachte ihm diese Rolle ebenfalls den Deutschen Filmpreis als Bester Darsteller ein. In der im Februar 1995 erstgesendeten Pilotfolge Und die Toten lässt man ruhen der Krimireihe Wilsberg verkörperte er die Titelrolle, die ab der zweiten Folge von Leonard Lansink übernommen wurde. 1997 spielte er in Nico Hofmanns Fernsehremake Es geschah am hellichten Tag die Hauptrolle des Kommissar Matthäus. 1998 übernahm er unter der Regie von Peter Lichtefeld die Hauptrolle des Dortmunder Lastwagenbeifahrers Hannes Weber in dem Filmdrama Zugvögel … Einmal nach Inari. In der Folgezeit arbeitete er mit Regisseuren wie Doris Dörrie, Hans W. Geißendörfer, Helmut Dietl, Wim Wenders und Tom Tykwer zusammen.
Von 2000 bis 2002 spielte Król an der Seite von Barbara Auer in den ersten vier Filmen der Krimireihe Donna Leon den Commissario Guido Brunetti, der danach durchgehend von Uwe Kockisch verkörpert wurde. In der sechsteiligen ZDF-Krimireihe Lutter übernahm er von 2007 bis 2008 die Titelrolle des Essener Ermittlers. Im Dezember 2009 gab der Hessische Rundfunk bekannt, dass Król der neue Ermittler für den Frankfurter Tatort wird. In diesem Zusammenhang beendete er sein Engagement beim ZDF für die Krimireihe Lutter. Beginnend mit dem Fall Eine bessere Welt im Mai 2011 wurden insgesamt fünf Tatorte mit Król als Hauptkommissar Frank Steier an der Seite von Nina Kunzendorf als Hauptkommissarin Conny Mey ausgestrahlt. Nach Kunzendorfs Ausstieg entstand zunächst ein weiterer Tatort mit Kriminalkommissar-Anwärterin Linda Dräger (Alwara Höfels) an Króls Seite; als ständige Partnerin für künftige Episoden wurde Margarita Broich verpflichtet. Im Mai 2013 kündigte Król jedoch an, nach seinem siebten Fall, der ohne Broich entstand, ebenfalls aus der Reihe auszusteigen.
Für den historischen ZDF-Fernsehfilm Zwischen Himmel und Hölle über den Beginn der Reformation in Wittenberg stand Król 2016 an der Seite von Maximilian Brückner, Jan Krauter, Johannes Klaußner und Aylin Tezel in der Rolle des Kardinals und Kurfürsten Albrecht von Brandenburg vor der Kamera. Seit 2018 spielt er die Titelrolle des Kunstrasenfabrikanten Georg Weiser in der ZDF-Fernsehreihe Endlich Witwer. Marc Rothemund besetzte ihn als Opa Gerd neben Petra Marie Cammin als Großeltern des autistischen Protagonisten Jason in der Tragikomödie Wochenendrebellen, die am 28. September 2023 in den deutschen Kinos startete. In Tobi Baumanns Tragikomödie 791 km, die am 14. Dezember 2023 in den deutschen Kinos anlief, übernahm er Seite von Iris Berben die Hauptrolle des Taxibesitzers Josef.
Joachim Król zählte 2003 zu den Gründungsmitgliedern der Deutschen Filmakademie. Er betätigt sich neben seiner Arbeit auf der Bühne und vor der Kamera auch als Synchronsprecher, so lieh er 2016 in der Rolle des schwarzen Panthers Baghira dem britischen Schauspieler Ben Kingsley seine Stimme in dem Disney-Film The Jungle Book.

## Filmografie

### Kino
- 1984: Kaltes Fieber
- 1988: Wo immer du bist
- 1991: Leben für Leben – Maximilian Kolbe (Życie za życie: Maksymilian Kolbe)
- 1991: Happy Birthday, Türke!
- 1993: Wir können auch anders …
- 1993: Die tödliche Maria
- 1993: Ohne mich (Kurzfilm)
- 1994: Der bewegte Mann
- 1995: Keiner liebt mich
- 1995: Regen in New York (Kurzfilm)
- 1996: Das Superweib
- 1997: Rossini – oder die mörderische Frage, wer mit wem schlief
- 1998: Die Stunde des Lichts
- 1998: Zugvögel … Einmal nach Inari
- 1998: Lola rennt
- 1998: Bin ich schön?
- 1999: Ein Lied von Liebe und Tod – Gloomy Sunday (Gloomy Sunday)
- 2000: Der Krieger und die Kaiserin
- 2002: Der Kuss des Bären (Bear’s Kiss)
- 2004: Lautlos
- 2004: Silentium
- 2005: Schneeland
- 2005: Unkenrufe – Zeit der Versöhnung
- 2007: Die drei Räuber (Stimme)
- 2008: Ein Leben für ein Leben – Adam Resurrected (Adam Resurrected)
- 2009: Mullewapp – Das große Kinoabenteuer der Freunde (Stimme)
- 2010: Henri 4
- 2011: Tom Sawyer
- 2012: Ausgerechnet Sibirien
- 2012: König des Comics (Dokumentarfilm)
- 2016: The Jungle Book (Stimme)
- 2016: Collide
- 2017: Timm Thaler oder das verkaufte Lachen (Stimme)
- 2018: Mackie Messer – Brechts Dreigroschenfilm
- 2018: Der Junge muss an die frische Luft
- 2020: Berlin Alexanderplatz
- 2020: The Postcard Killings
- 2021: Bekenntnisse des Hochstaplers Felix Krull
- 2022: Alles in bester Ordnung
- 2022: Wunderschön
- 2023: Wochenendrebellen
- 2023: 791 km
- 2024: Eine Million Minuten

### Fernsehen

#### Fernsehfilme
- 1986: Ticket nach Rom
- 1990: Ein anderer Liebhaber
- 1990: Eine Wahnsinnsehe
- 1996: Eine unmögliche Hochzeit
- 1997: Schräge Vögel
- 1997: Es geschah am hellichten Tag
- 1998: Die Unschuld der Krähen
- 2001: Anne Frank (Zweiteiler)
- 2003: Wenn Weihnachten wahr wird
- 2004: Drechslers zweite Chance
- 2005: Tod eines Keilers (Der Keiler)
- 2006: Kronprinz Rudolfs letzte Liebe
- 2007: Windland
- 2009: Mein Leben – Marcel Reich-Ranicki
- 2010: Aghet – Ein Völkermord
- 2015: Pampa Blues
- 2015: Der Bankraub
- 2016: Letzte Ausfahrt Gera – Acht Stunden mit Beate Zschäpe
- 2016: Die Dasslers – Pioniere, Brüder und Rivalen (Zweiteiler)
- 2016: Über Barbarossaplatz
- 2016: Gotthard (Zweiteiler)

- 2016: Das Sacher (Zweiteiler)
- 2017: Tod im Internat (Zweiteiler)
- 2017: Zwischen Himmel und Hölle (Zweiteiler)
- 2018: Die Auferstehung
- 2019: Die Spur der Mörder
- 2019: Preis der Freiheit (Dreiteiler)
- 2019: Der König von Köln
- 2019: Endlich Witwer
- 2020: Schuss in der Nacht – Die Ermordung Walter Lübckes (Dokudrama)
- 2023: Blutholz
- 2023: Zwei Weihnachtsmänner sind einer zu viel

#### Fernsehserien und -reihen
- 1990: Der Fahnder (Folge Romeo)
- 1990–1993: Eurocops (verschiedene Rollen, 3 Folgen)
- 1990: Liebesgeschichten (Folge Die Hochzeit des Figaro)
- 1992: Das Nest (Folge Wandlungen)
- 1994: Wolffs Revier (Folge Grauzone)
- 1994: Faust (Folge Ciao Bruno)
- 1994: Polizeiruf 110: Totes Gleis
- 1995: Wilsberg: Und die Toten lässt man ruhen
- 2000–2002: Donna Leon (4 Folgen)
  - 2000: Vendetta
  - 2000: Venezianische Scharade
  - 2002: In Sachen Signora Brunetti
  - 2002: Nobiltà
- 2006: Tatort: Stille Tage
- 2007–2010: Lutter (6 Folgen)
  - 2007: Essen is’ fertig
  - 2007: Um jeden Preis
  - 2008: Blutsbande
  - 2008: Toter Bruder
  - 2009: Mordshunger
  - 2010: Rote Erde
- 2008: Tatort: Häschen in der Grube
- 2008: SOKO Köln (Folge Man liebt nur einmal)
- 2010: Einsatz in Hamburg – Rot wie der Tod
- 2010: Der Kriminalist (verschiedene Rollen, 2 Folgen)
- 2011: Nachtschicht – Ein Mord zu viel
- 2011–2015: Tatort (7 Folgen → siehe Steier und Mey)
  - 2011: Eine bessere Welt
  - 2011: Der Tote im Nachtzug
  - 2012: Es ist böse
  - 2012: Im Namen des Vaters
  - 2013: Wer das Schweigen bricht
  - 2014: Der Eskimo
  - 2015: Das Haus am Ende der Straße
- 2015: Helen Dorn: Bis zum Anschlag
- 2016: Neben der Spur – Amnesie
- 2018: Polizeiruf 110: Das Gespenst der Freiheit
- seit 2018: Endlich Witwer (Fernsehreihe)
  - 2018: Endlich Witwer (Pilotfolge)
  - 2021: Forever Young
  - 2023: Über alle Berge
  - 2024: Griechische Odyssee
- 2020: In Wahrheit: Jagdfieber
- 2022: Erzgebirgskrimi – Verhängnisvolle Recherche
- 2024: Zeit Verbrechen (Miniserie, Folge Der Panther)
- 2024: Where’s Wanda? (Fernsehserie)

## Hörbücher (Auswahl)
- 2006: Der Zitronentisch von Julian Barnes, Random House Audio Köln, 2 CDs 126 Min., ISBN 978-3-86604-209-4.
- 2006: Hau von Bernd Schroeder, Random House Audio, ISBN 978-3-86604-352-7.
- 2006: Gefährliche Geliebte von Haruki Murakami, Deutsche Grammophon, ISBN 978-3-8291-1611-4.[14]
- 2007: Der wunde Punkt von Mark Haddon, Random House Audio, ISBN 978-3-86604-752-5.
- 2008: Dem Vergessen entrissen – Eine Hommage an Richard Yates. Live-Mitschnitt mit Maria Schrader und Roger Willemsen, Random House Audio, ISBN 978-3-86604-930-7.
- 2010: Angerichtet von Herman Koch, Argon Verlag Berlin, 6 CDs 468 Min., ISBN 978-3-8398-9105-6.
- 2015: Icarus von Deon Meyer, Aufbau Audio, ISBN 978-3-945733-08-0.

## Bibliografie
- 2019: Mit Lucas Vogelsang: Was wollen die denn hier? Deutsche Grenzerfahrungen. Rowohlt, Hamburg, ISBN 978-3-498-07071-7.

## Auszeichnungen
- 1993: Deutscher Filmpreis als Bester Darsteller für Wir können auch anders …
- 1994: Bayerischer Filmpreis
- 1994: Bambi
- 1995: Deutscher Filmpreis als Bester Darsteller für Der bewegte Mann
- 2000: Nominierung Deutscher Filmpreis als Bester Hauptdarsteller für Ein Lied von Liebe und Tod – Gloomy Sunday
- 2000: Filmpreis der Stadt Hof
- 2001: Goldene Filmspule[15]
- 2007: Hessischer Fernsehpreis für seine Darstellung in dem Fernsehfilm Windland
- 2017: Darstellerpreis beim Fernsehfilmfestival Baden-Baden (gemeinsam mit Bibiana Beglau und Franziska Hartmann) für Über Barbarossaplatz
- 2020: Deutscher Fernsehpreis als bester Schauspieler für Preis der Freiheit (ZDF)
- 2021: Retrospektive bei den Internationalen Hofer Filmtagen
- 2024: Festival des deutschen Films: Preis für Schauspielkunst[16]